# Four à chaux de Saint-Méen
Le four à chaux de Saint-Méen est situé à Saint-Méen, sur la commune du Cellier et en limite de la commune d'Oudon, dans le département de la Loire-Atlantique en Pays de la Loire. 

## État, accès et visibilité

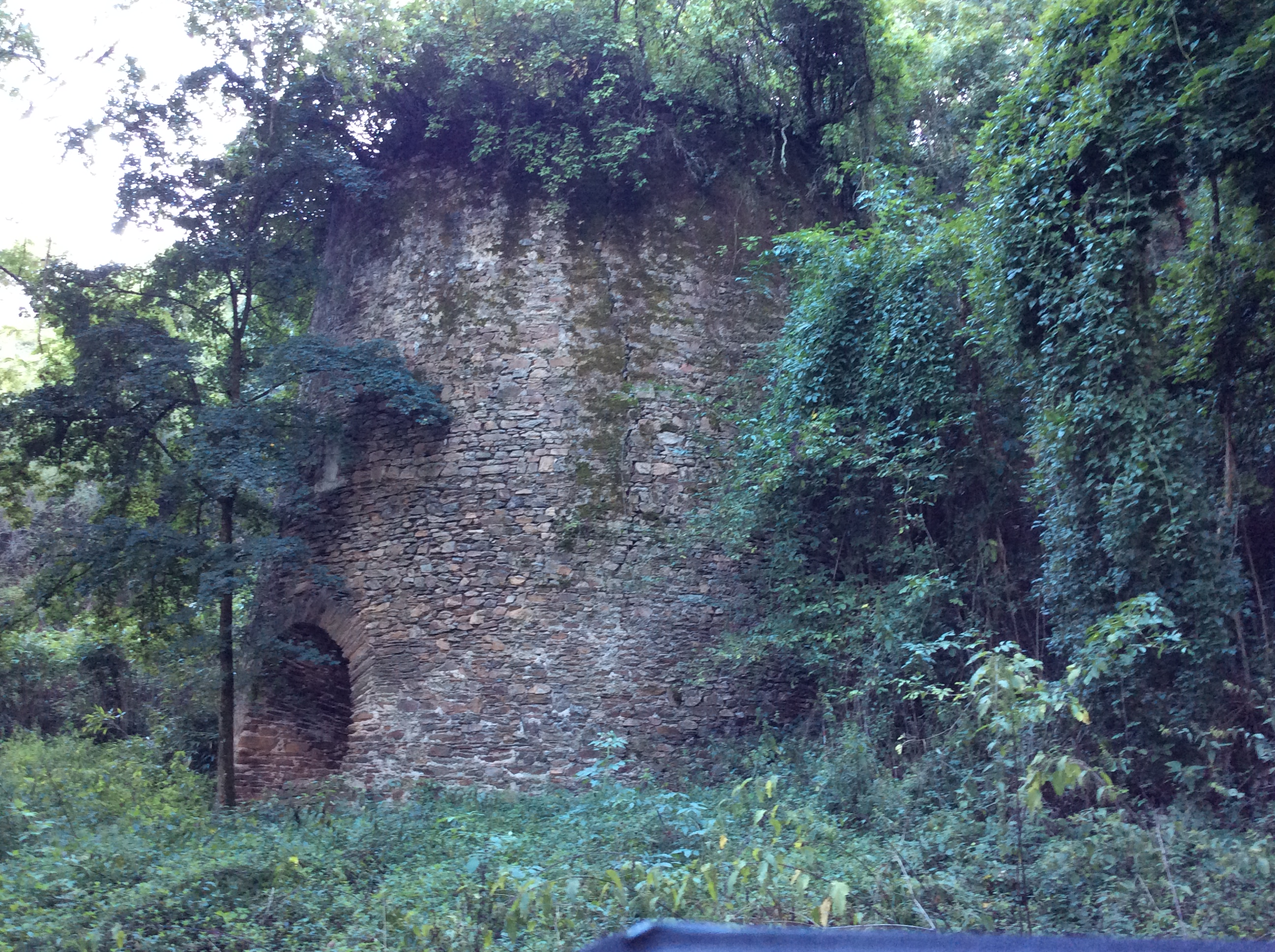
Four à chaux de Saint-Méen (Le Cellier)

Les abords du monument sont accessibles à pied, à proximité d'un chemin qui monte de la Loire au village de Saint-Méen. Le site est présenté sur un panneau daté de 2013 et réalisé par la mairie du Cellier avec le concours de l'association Histoire et patrimoine du Cellier. Des ruines d'habitation sont également visibles. Le site est propriété de la commune du Cellier depuis 2012.

## Histoire
Les délibérations du Conseil municipal du Cellier des années 1834 et 1835 permettent de retracer les étapes de la vente du terrain par la commune à messieurs (de) Cornulier, Barbin et Ravard dans l'objectif de construire un four un chaux. 
Le Conseil municipal n'y voit que des avantages : le coteau de Saint-Méen est un rocher non cultivable, le prix de la vente est avantageux pour la commune, et la présence d'un four à chaux serait bénéfique à l'agriculture. Il pose condition que le port du Mortier, sur la Loire, reste libre pour le public. 
Cependant, les démarches du maire pour obtenir l'autorisation de vendre se heurtent à deux refus successif du Préfet. C'est une ordonnance royale du 27 février 1835 qui autorise finalement la vente, qui doit porter sur 67 ares pour la somme de 402 francs 40 et 55 francs de rente. 
D'après le panneau de présentation du site :
Le calcaire provenait des carrières de Saint-Géréon ou de celles du Fourneau, à Liré. Entre 1843 et 1900, les actes d'état-civil attestent que des familles logeaient dans les deux maisons contiguës au four. On ne sait pas jusqu'à quelle date ce four a fonctionné. Le chemin de fer, arrivé dans les années 1850, a contribué à l'arrêt de son activité.